# Paul Wyatt
Paul Wyatt (Brier Hill, 27 febbraio 1907 – Brownsville, 15 dicembre 1970) è stato un nuotatore statunitense.
Specializzato nel dorso ha vinto la medaglia di argento nei 100m dorso alle Olimpiadi di Parigi 1924 e quella di bronzo alle Olimpiadi di Amsterdam 1928, sempre nella stessa gara.

## Palmarès
- Olimpiadi
  - Parigi 1924: argento nei 100m dorso.
  - Amsterdam 1928: bronzo nei 100m dorso.